# Массаж предстательной железы

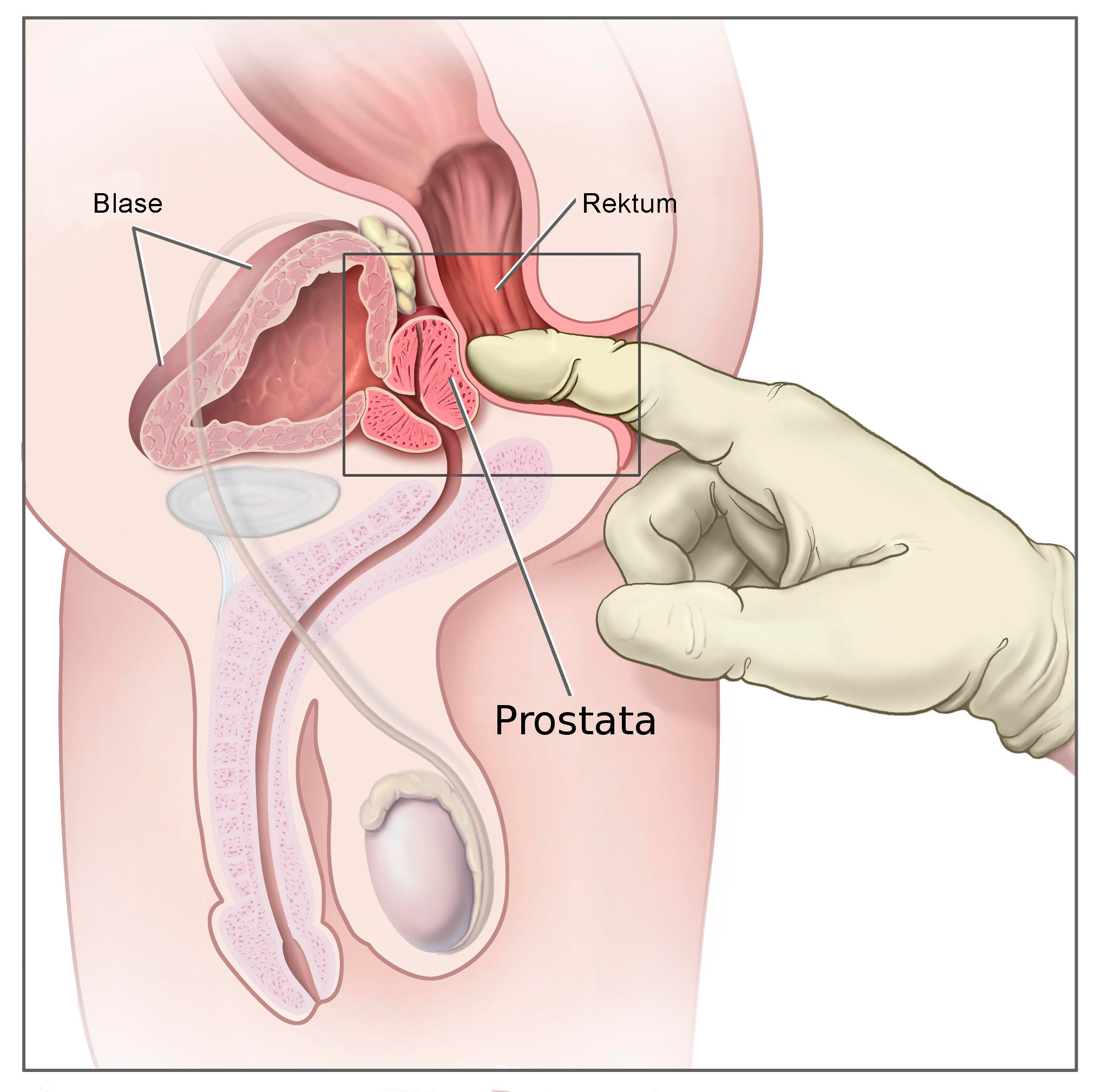
Rectum — прямая кишка человека; Blase — мочевой пузырь; Prostata — предстательная железа

Масса́ж предста́тельной железы́ — массаж пальцем предстательной железы мужчины, который обеспечивает отток секрета из простатических желёз с лечебной целью, с целью получения секрета простаты для лабораторного исследования либо в виде сексуальной стимуляции.
Показаниями к массажу предстательной железы могут являться факторы, например, связанные с хроническим простатитом: отсутствие реакции на современные антибиотики, половая дисфункция, синдром хронической тазовой боли, хронический бактериальный простатит, асимптоматический простатит и другие.

## Механизм действия массажа предстательной железы
- восстанавливает проходимость протоков желез простаты, обеспечивая тем самым адекватный отток секрета из простатических желез
- улучшает проникновение антибиотиков в ткань предстательной железы за счёт улучшения кровообращения в предстательной железе
- положительно влияет на мышечный тонус простаты
- улучшает венозный и лимфатический отток из простаты   (Статья ко всем выше перечисленным действиям [3])

## Показания к массажу предстательной железы
- в качестве лечебной процедуры у пациентов с различными формами простатита
- необходимость получения секрета простаты для диагностических целей (Статья к выше указанным показаниям[4])

## Противопоказания к массажу предстательной железы
- острое воспаление предстательной железы (простатит) и других добавочных половых желез (куперит, везикулит), острый уретрит, орхоэпидидимит
- рак простаты и подозрение на рак простаты
- аденома простаты (ДГПЖ)
- туберкулёз простаты
- камни предстательной железы
- большие кисты простаты
- нарушенное мочеиспускание с наличием большого количества остаточной мочи
- трещины заднего прохода, обострение геморроя, проктит, другие заболевания прямой кишки (Статья к выше указанным противопоказаниям [5])

## История применения в медицине
Массаж простаты был самым популярным терапевтическим приёмом для лечения простатита, в западных странах он перестал быть основным методом в 1960-х годах.
В конце 1990-х годов небольшое число врачей в Европе и США применяли массаж предстательной железы в сочетании с антибиотиками для лечения хронического бактериального простатита с неоднозначными результатами. Однако в недавних исследованиях массаж предстательной железы не показал улучшения результатов по сравнению с лечением одними антибиотиками. Как следствие этих результатов, массаж простаты официально не одобрен в западной медицине для лечения любого медицинского расстройства. Массаж простаты никогда не должен проводиться у пациентов с острым простатитом, потому что инфекция может распространиться в другом месте из-за активного воздействия на инфицированный орган.
В России и Китае практика массажа простаты до сих пор применяется при лечении хронического простатита.